# Фуфез (Салаж)
Фуфез (рум. Fufez) насеље је у Румунији у округу Салаж у општини Халмашд. Oпштина се налази на надморској висини од 569 m.

## Становништво
Према подацима из 2002. године у насељу је живело 17 становника.

### Попис2002.
| Расподела становништва по националности 2002.‍ | Расподела становништва по националности 2002.‍ | Расподела становништва по националности 2002.‍ | Расподела становништва по националности 2002.‍ | Расподела становништва по националности 2002.‍ |
| --------------------------------------------- | --------------------------------------------- | --------------------------------------------- | --------------------------------------------- | --------------------------------------------- |
|                                               |                                               |                                               |                                               |                                               |
| Словаци                                       | Словаци                                       |                                               | 15                                            | 100,0%                                        |